# Patientenversorgung
Patientenversorgung ist ein Begriff aus der Gesundheitswirtschaft und umfasst die medizinische und pflegerische Versorgung von Patienten durch die Angehörigen der Heilberufe. Auch die Versorgung mit Arznei-, Heil- und Hilfsmitteln ist Teil der Patientenversorgung. Auf Seiten des Pflegepersonals umfasst sie alle Bereiche der Krankenpflege.

## Unterscheidung nach den Versorgungssektoren
Grundsätzlich werden hier die drei Sektoren „ambulanter Sektor“ und „stationärer Sektor“ sowie der Bereich der Rehabilitation unterschieden.
- Die Selbstverwaltungspartner der deutschen Sozialversicherung im ambulanten Sektor der ambulanten ärztlichen Versorgung sind die Kassenärztlichen Vereinigungen als Organisationen der Vertragsärzte auf der einen Seite und die Verbände der gesetzlichen Krankenversicherung (GKV) und der Privaten Krankenversicherung (PKV) auf der anderen Seite. Der Umfang der vertragsärztlichen Versorgung ergibt sich aus § 2 des Bundesmantelvertrags.[1]  Dazu gehören außer der ärztlichen Behandlung auch die ärztlichen Maßnahmen zur Früherkennung von Krankheiten, die Verordnung von Arznei-, Verband-, Heil- und Hilfsmitteln oder die Beurteilung der Arbeitsunfähigkeit.
- Die Selbstverwaltungspartner im stationären Sektor ist die DKG als Dachorganisation der deutschen Krankenhäuser auf der einen Seite und wiederum die Verbände der gesetzlichen Krankenversicherung (GKV) und die Private Krankenversicherung (PKV) auf der anderen Seite.

Eine der früheren Maßnahmen des deutschen Gesetzgebers, die in Deutschland traditionell starke Trennung der sektoralen Krankenversorgung in Deutschland aufzuweichen, war die Schaffung der gesetzlichen Grundlage für die Integrierte Versorgung. Mit Stand 2024 sind im Laufe der letzten Jahre hier auch insbesondere noch die Modellvorhaben gemäß SGB V sowie die HYBRID-DRGs hinzugekommen.

## Unterscheidung nach akut / nicht akut
Man unterscheidet zwischen Akutversorgung, dazu zählt die gesamte ambulante und stationäre Notfallversorgung inklusive der Notaufnahmen, und nicht-akuter Patientenversorgung. Auch geplante dringliche medizinische Operationen bzw. Eingriffe im Krankenhaus gehören zur Akutbehandlung. 